# Landkreis Anhalt-Bitterfeld
Der Landkreis Anhalt-Bitterfeld ist eine Gebietskörperschaft im Land Sachsen-Anhalt. Er wurde im Zuge einer Gebietsreform am 1. Juli 2007 aus den ehemaligen Landkreisen Bitterfeld und Köthen sowie aus Teilen des bisherigen Landkreises Anhalt-Zerbst gebildet.

## Geographie
Die sichelförmige Fläche des Landkreises erstreckt sich über 1454 km². Vom nördlichsten Ort Nedlitz bis zum südlichsten Ort Brehna-Torna liegt eine Distanz von 59 Kilometern, während der westlichste Ort Köthen-Dohndorf vom östlichsten Ort Schwemsal 48 Kilometer entfernt ist. An seiner schmalsten Stelle auf der Höhe von Aken ist der Landkreis jedoch nur sieben Kilometer breit. Die Landschaft ist weitgehend landwirtschaftlich geprägt. Im Bereich Bitterfeld-Wolfen gibt es große Chemiewerke und seit 2001 in Thalheim das Solar Valley mit Photovoltaikbetrieben. Im Süden bilden stillgelegte Braunkohlentagebaue eine Seenlandschaft, im Norden reicht der Landkreis an den bewaldeten Höhenzug Fläming heran, wo sich mit dem 173 Meter hohen Gorrenbergen über NN, in der Gemarkung Grimme auch die höchste Erhebung befindet. Bei Aken teilt die Elbe im Biosphärenreservat Mittlere Elbe den Landkreis in eine nördliche und eine südliche Hälfte, der südöstliche Teil wird von der Mulde durchflossen.

## Geschichte
Der Name des Landkreises ist historisch nur bedingt richtig: Die Namenskombination mit Anhalt gab es in der Vergangenheit nur bei Territorien, die tatsächlich im Zusammenhang mit dem Fürstentum bzw. Herzogtum Anhalt standen, zum Beispiel Anhalt-Köthen und Anhalt-Zerbst. Das namensgebende Bitterfeld gehörte jedoch zu keiner Zeit zu einem anhaltischen Herzogtum. Allerdings gehörte Bitterfeld zum Kurfürstentum Sachsen, das wie Anhalt von den Askaniern begründet wurde. Im Kurfürstentum Sachsen endete deren Herrschaft jedoch bereits 1423, in Anhalt erst 1918.
Tatsächlich liegt der Landkreis zum überwiegenden Teil in Gebieten, die früher zu Anhalt gehörten, nämlich dem 1252 entstandenen Anhalt-Köthen und dem 1382 abgespaltenen Anhalt-Zerbst. Während Anhalt-Zerbst nur bis zur Zerbster Teilung 1793 eigenständig war, hatte Anhalt-Köthen bis 1847 Bestand, seit 1807 als Herzogtum. Beide Territorien gingen 1918 im Freistaat Anhalt auf. Der südliche Bereich des Landkreises um die Städte Bitterfeld-Wolfen und Brehna gehörte von der Mitte des 11. Jahrhunderts bis 1815 zur Grafschaft Brehna, die seit 1423 zum wettinischen Herrschaftsbereich zählte.

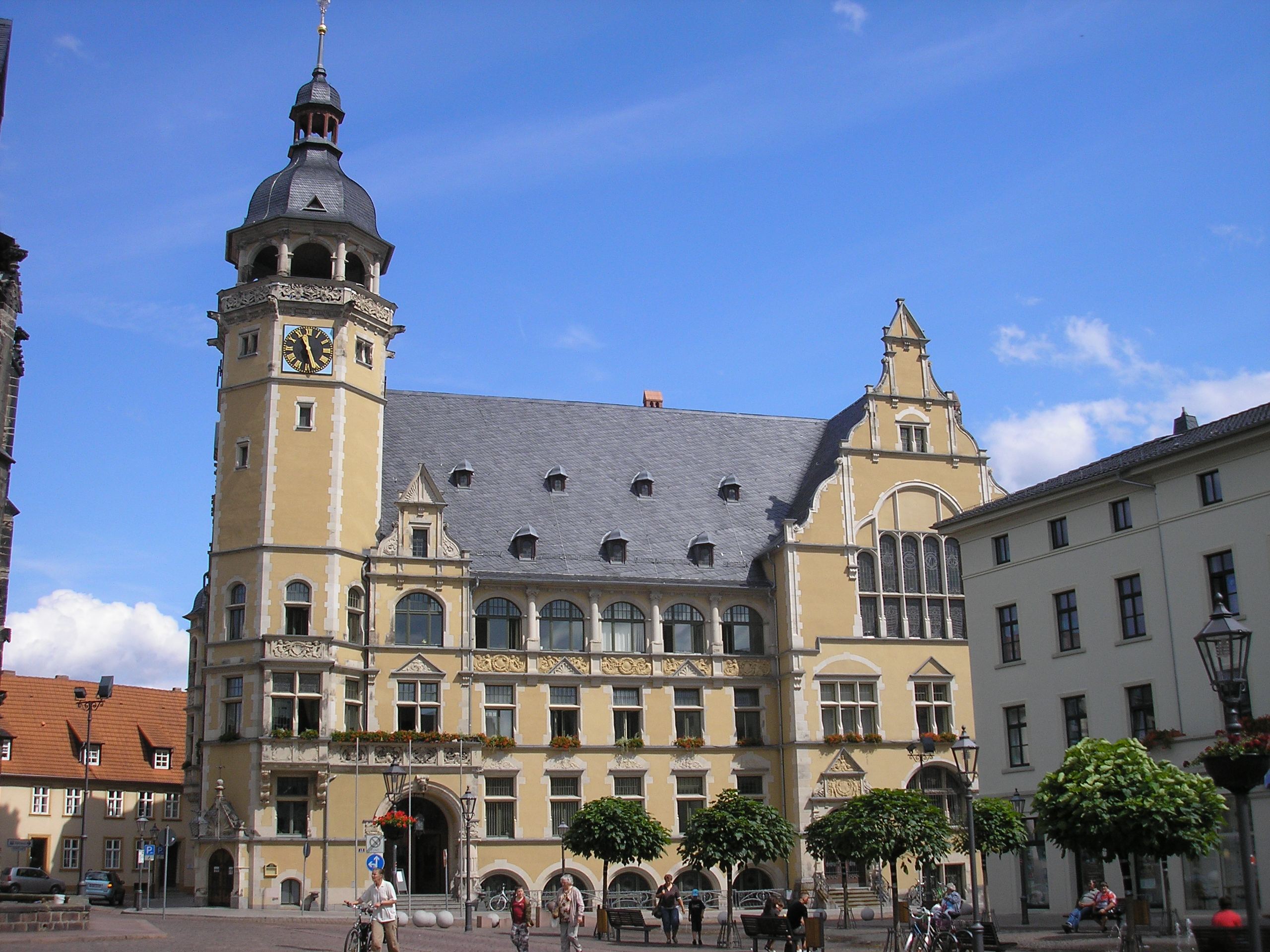
Köthen, mit ca. 25.000 Einwohnern die zweitgrößte Stadt, ist Kreissitz

Als Ergebnis des Wiener Kongresses kam das Gebiet der ehemaligen Grafschaft mit weiteren nördlichen Teilen Sachsens zur preußischen Provinz Sachsen und wurde 1816 dem neu gebildeten Kreis Bitterfeld im Regierungsbezirk Merseburg zugeschlagen. Das restliche Gebiet ging 1918 nach der Gründung des Freistaates Anhalt in die Kreise Dessau-Köthen und Zerbst über.
Nach dem Zweiten Weltkrieg gehörten alle drei Kreise zum Land Sachsen-Anhalt. Nach der DDR-Gebietsreform von 1952 wurden die Kreise Köthen und Bitterfeld dem Bezirk Halle und der Kreis Zerbst dem Bezirk Magdeburg zugeordnet. Alle drei Kreise hatten auch nach der Neugründung des Landes Sachsen-Anhalt im Jahre 1990 weiter Bestand. Die zweite Kreisgebietsreform im Land Sachsen-Anhalt im Jahr 2007 sah ursprünglich nur die Zusammenlegung der Landkreise Bitterfeld und Köthen vor. Durch einen Bürgerentscheid erzwangen jedoch die Einwohner von Zerbst und 21 weiteren Gemeinden, die ursprünglich zum Landkreis Jerichower Land gehen sollten, eine Zuordnung zum Landkreis Anhalt-Bitterfeld. Wegen seiner Lage im neugebildeten Kreis wurde Köthen zum Sitz des Landratsamtes bestimmt.

## Bevölkerung
| Jahr | Einwohner |
| ---- | --------- |
| 2007 | 184.877   |
| 2010 | 176.642   |
| 2015 | 164.817   |
| 2020 | 157.217   |
| 2021 | 155.900   |
| 2022 | 157.235   |
| 2023 | 156.642   |

Stand: 31. Dezember des jeweiligen Jahres
Besiedlung
In der Siedlungsdichte gibt es ein eindeutiges Süd-Nord-Gefälle. Allein in der größten Stadt des Landkreises, Bitterfeld-Wolfen, und den angrenzenden Städten Sandersdorf-Brehna und Zörbig leben auf etwa 282 km² (19 % der Gesamtfläche) 39 Prozent der Kreisbevölkerung. Die nördlichste Stadt Zerbst mit zahlreichen eingemeindeten Ortsteilen bringt es bei etwa 468 km² (32 % Flächenanteil) nur auf 14 Prozent Bevölkerungsanteil.

## Politik

### Kreistag
Das nebenstehend dargestellte Ergebnis der Kreistagswahl vom 9. Juni 2024 führte zu folgender Sitzverteilung im Kreistag:
- Linke: 5
- SPD: 5
- Grüne: 2
- Pro Wolfen: 2
- FFZ: 1
- FWG Anhalt: 1
- FDP: 2
- FW: 4
- CDU: 14
- AfD: 18

| Parteien und Wählergemeinschaften                                                           | Prozent 2024    | Sitze 2024 | Prozent 2019 | Sitze 2019 |        |
| ------------------------------------------------------------------------------------------- | --------------- | ---------- | ------------ | ---------- | ------ |
| Alternative für Deutschland (AfD)                                                           | 32,8            | 18         | 18,7         | 10         |        |
| Christlich Demokratische Union Deutschlands (CDU)                                           | 25,9            | 14         | 25,9         | 14         |        |
| Die Linke                                                                                   | 9,6             | 5          | 13,9         | 7          |        |
| Sozialdemokratische Partei Deutschlands (SPD)                                               | 8,8             | 5          | 11,5         | 6          |        |
| Freie Wähler (FW)                                                                           | 7,2             | 4          | —            | —          |        |
| Freie Demokratische Partei (FDP)                                                            | 4,2             | 2          | 5,9          | 3          |        |
| Pro Wolfen                                                                                  | 3,0             | 2          | 3,5          | 2          |        |
| Bündnis 90/Die Grünen (GRÜNE)                                                               | 2,9             | 2          | 4,9          | 3          |        |
| FREIE FRAKTION ZERBST (FFZ)                                                                 | 2,8             | 1          | 2,9          | 2          |        |
| Freie Wählergemeinschaft Anhalt                                                             | 1,9             | 1          | 1,7          | 1          |        |
| Bürgerinitiative Anhalt-Köthen/Wählerliste Sport                                            | 0,9             | 0          | 1,0          | —          |        |
| Freie Wählergemeinschaft Anhalt-Bitterfeld                                                  | —               | —          | 6,5          | 4          |        |
| Freie Wählergemeinschaft Muldestausee                                                       | —               | —          | 2,0          | 1          |        |
| Interessengemeinschaft Bürger für Köthen (Anhalt) und Umgebung – Unabhängiges Wählerbündnis | —               | —          | 1,2          | 1          |        |
| Nationaldemokratische Partei Deutschlands (NPD)                                             | —               | —          | 0,5          | —          |        |
| Gesamt                                                                                      | 100             | 54         | 100          | 54         |        |
| Wahlbeteiligung                                                                             | Wahlbeteiligung | 60,2 %     | 60,2 %       | 49,0 %     | 49,0 % |

### Landrat
Der aktuelle Landrat ist Andy Grabner (CDU). Er setzte sich am 6. Juni 2021 gleich im ersten Wahlgang durch und erreichte mit 57 % der Stimmen die absolute Mehrheit.
Sein Vorgänger war Uwe Schulze (ebenfalls CDU), der am 6. Mai 2007 in einer Stichwahl mit 70,1 Prozent der gültigen Wählerstimmen bei einer Wahlbeteiligung von 22,0 % zum Landrat des neugegründeten Landkreises gewählt wurde. Vorher war er bereits Landrat des aufgelösten Landkreis Bitterfeld. Da er aus Altersgründen nicht nochmal bei der Wahl antrat, endete seine Amtszeit mit Ablauf des 11. Juli 2021.

### Wappen
| | Blasonierung: „Geviert; Feld 1: in Silber ein auf roter Zinnenmauer linkshin schreitender schwarzer Bär; Feld 2: in Gold ein rot bewehrter, dreizehiger, schwarzer Löwe mit ausgeschlagener Zunge; Feld 3: in Silber drei rote Seeblätter (2:1); Feld 4: in Rot eine wachsende silberne Palme mit Früchten.“ |
| Wappenbegründung: Die Farben des Landkreises sind Schwarz - Gelb (Gold). Das Kreiswappen nimmt auf historische Herrschaften im jetzigen Landkreis Bezug bzw. greift Symbole der Vorgängerkreise auf. Das Feld 1 mit dem auf der Mauer schreitenden Bären gibt Auskunft darüber, dass ein Teil des Kreisterritoriums früher zum Fürstentum Anhalt gehörte. Feld 2 und 3 sind dem Kreiswappen von Bitterfeld entlehnt, der in dem neuen Landkreis aufgegangen ist. Der Löwe stellt den sächsisch-wettinischen Einfluss dar und die drei Seeblätter sind dem Wappen der Grafen von Brehna entnommen. Die Palme im Feld 4 ist dem ehemaligen Köthener Kreiswappen entnommen, der durch die Kreisgebietsreform in den neuen Landkreis eingegliedert und aufgelöst wurde. Das Wappen wurde vom Heraldiker Jörg Mantzsch aus Magdeburg gestaltet und am 31. August 2007 durch das Ministerium des Innern genehmigt. | |

Die Wappen der Verwaltungsgemeinschaften, Städte und Gemeinden des Landkreises findet man in der Liste der Wappen im Landkreis Anhalt-Bitterfeld.

### Flaggenbeschreibung
Die Flagge ist schwarz - gelb (1:1) gestreift (Längsformat: Streifen senkrecht verlaufend, Querform: Streifen waagerecht verlaufend) und mittig mit dem Landkreiswappen belegt.

### Dienstsiegel
Der Landkreis führt ein Dienstsiegel, das dem der Hauptsatzung beigefügten Dienstsiegelabdruck entspricht. Die Unterschrift lautet: „Landkreis Anhalt-Bitterfeld“.

### Auszeichnung
Am 23. September 2008 erhielt der Kreis den von der Bundesregierung verliehenen Titel „Ort der Vielfalt“.

## Wirtschaft
Im Süden des Landkreises ist nicht nur der industrielle Schwerpunkt der Region, sondern des ganzen Landes Sachsen-Anhalt beheimatet. Chemie (Chemiepark Bitterfeld-Wolfen), Metallverarbeitung und Solarzellenherstellung bestimmen die traditionelle Wirtschaftsregion Bitterfeld-Wolfen. Köthen bildet mit der Hochschule Anhalt das wissenschaftliche Zentrum des Landkreises, während der Norden überwiegend landwirtschaftlich geprägt ist.
Im Zukunftsatlas 2016 belegte der Landkreis Anhalt-Bitterfeld Platz 386 von 402 Landkreisen, Kommunalverbänden und kreisfreien Städten in Deutschland und zählt damit zu den Regionen mit „hohen Zukunftsrisiken“. Im Zukunftsatlas 2019 wurde der Landkreis auf Rang 381 gelistet und konnte sich somit leicht verbessern.

## Infrastruktur

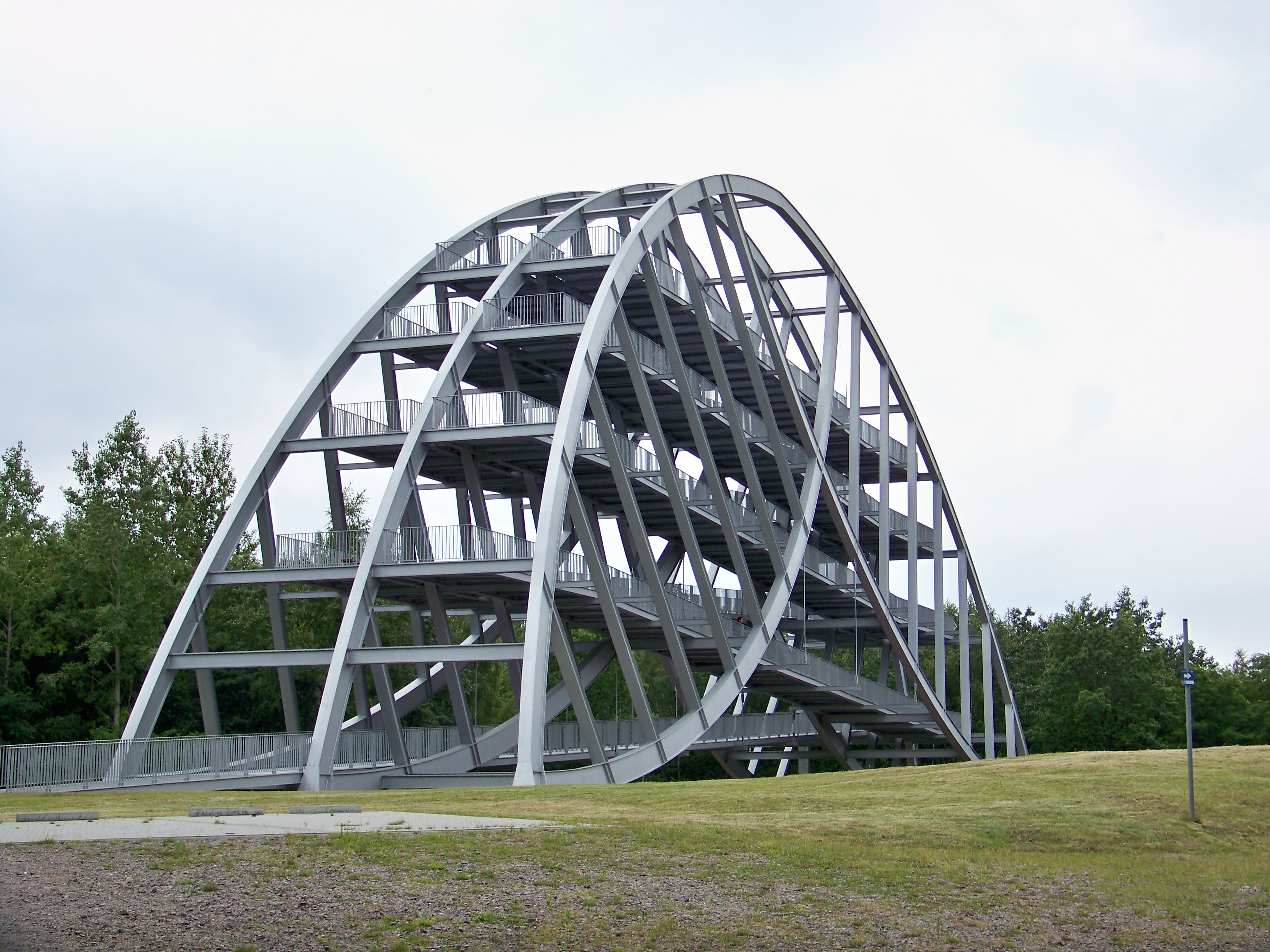
Bitterfeld-Wolfen ist mit ca. 39.000 Einwohnern die mit Abstand größte Stadt im Landkreis

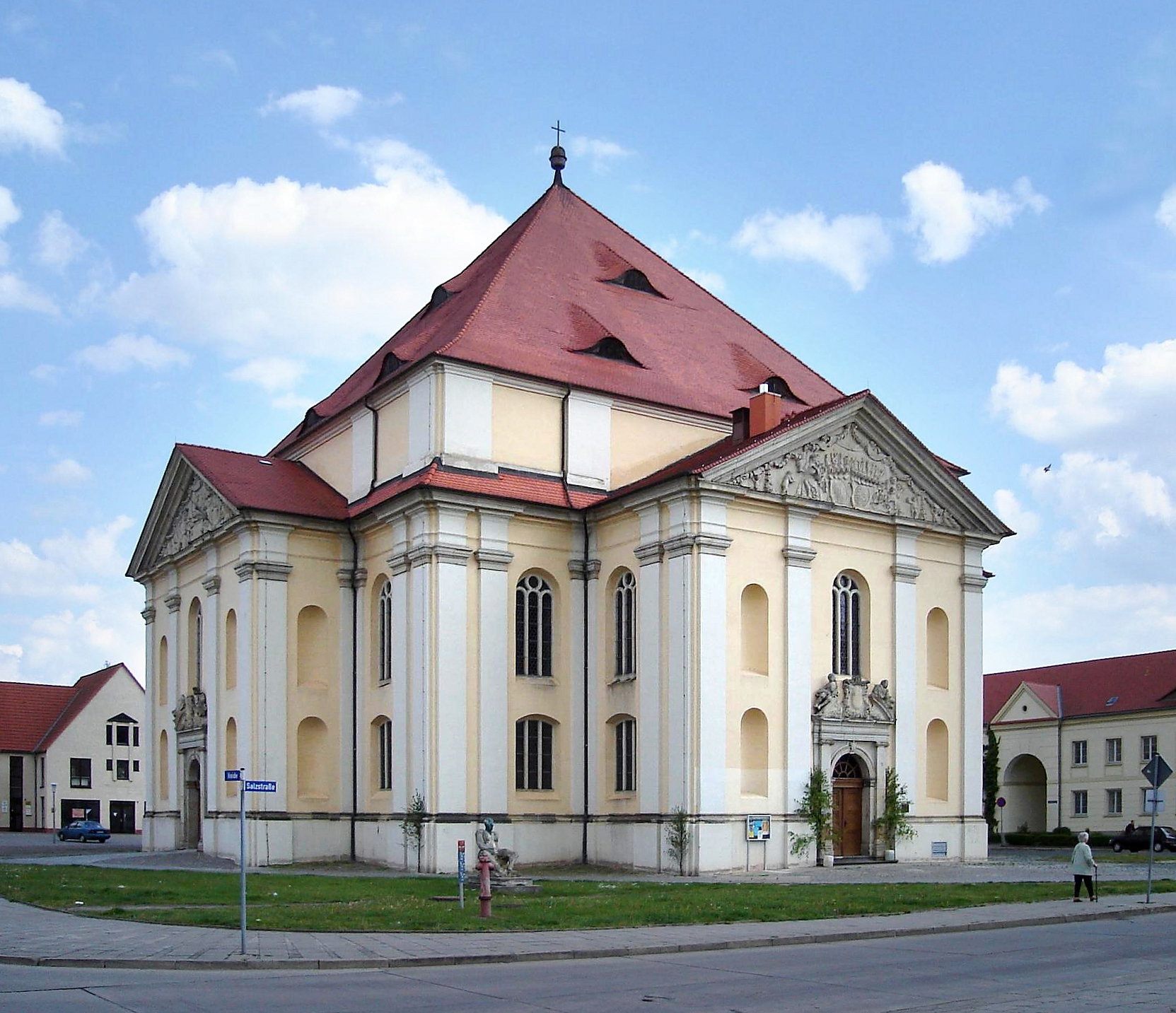
Zerbst ist mit ca. 21.000 Einwohnern die drittgrößte Stadt

### Verkehr
Durch den Landkreis verläuft ein dichtes Netz von Bundesstraßen, von denen die B 184 Leipzig – Magdeburg und die B 185 Harzgerode – Dessau von größter Bedeutung sind. Durch den Süden verläuft die Autobahn A 9 Berlin – München. Der direkte Weg der Zerbster Region zur Kreisstadt Köthen führt über die Bundesstraße 187a, die bei Aken jedoch über die Elbe nur mit einer Fährverbindung passiert werden kann.
Im Bahnhof Köthen treffen sich die Bahnstrecken Magdeburg–Leipzig, Dessau–Köthen und Köthen–Aschersleben. In Eisenbahnknoten Bitterfeld kreuzen die Bahnstrecken Berlin–Halle und Biederitz–Leipzig. Letztere erschließt auch das nördliche Kreisgebiet über Zerbst nach Magdeburg. Die Nahverkehrszüge werden größtenteils von DB Regio Südost und Regionalverkehre Start Deutschland betrieben. Seit Dezember 2019 gilt bei diesen Unternehmen der Tarif des Mitteldeutschen Verkehrsverbunds (MDV).
Über den öffentlichen Binnenhafen Aken an der Bundeswasserstraße Elbe ist Zugang zu den Nordseehäfen sowie nach Süd- und Osteuropa gewährleistet.

### Gesundheitswesen
Im Landkreis befinden sich mit dem Gesundheitszentrum Bitterfeld-Wolfen, der Helios Klinik Köthen und der Helios Klinik Zerbst/Anhalt drei Krankenhäuser. Im Mai 2008 gab es in Anhalt-Bitterfeld 111 Hausärzte, fünf Prozent waren zwischen 60 und 64 Jahre alt.

## Schutzgebiete
Im Landkreis befinden sich 20 ausgewiesene Naturschutzgebiete (Stand Februar 2017).

## Gemeinden
Einheitsgemeinden
(Städte sind fett hervorgehoben)
(* Sitz des Landkreises)
| Wappen | Gemeinde             | Einwohner (31. Dezember 2024) | Fläche in km² |
| ------ | -------------------- | ----------------------------- | ------------- |
|        | Aken (Elbe)          | 7153                          | 59,92         |
|        | Bitterfeld-Wolfen    | 36.592                        | 86,97         |
|        | Köthen (Anhalt)*     | 24.110                        | 77,46         |
|        | Muldestausee         | 11.540                        | 137,67        |
|        | Osternienburger Land | 7928                          | 138,73        |
|        | Raguhn-Jeßnitz       | 8702                          | 97,17         |
|        | Sandersdorf-Brehna   | 14.130                        | 81,84         |
|        | Südliches Anhalt     | 12.857                        | 192,54        |
|        | Zerbst/Anhalt        | 21.124                        | 468,40        |
|        | Zörbig               | 8899                          | 113,68        |

## Gebietsänderungen

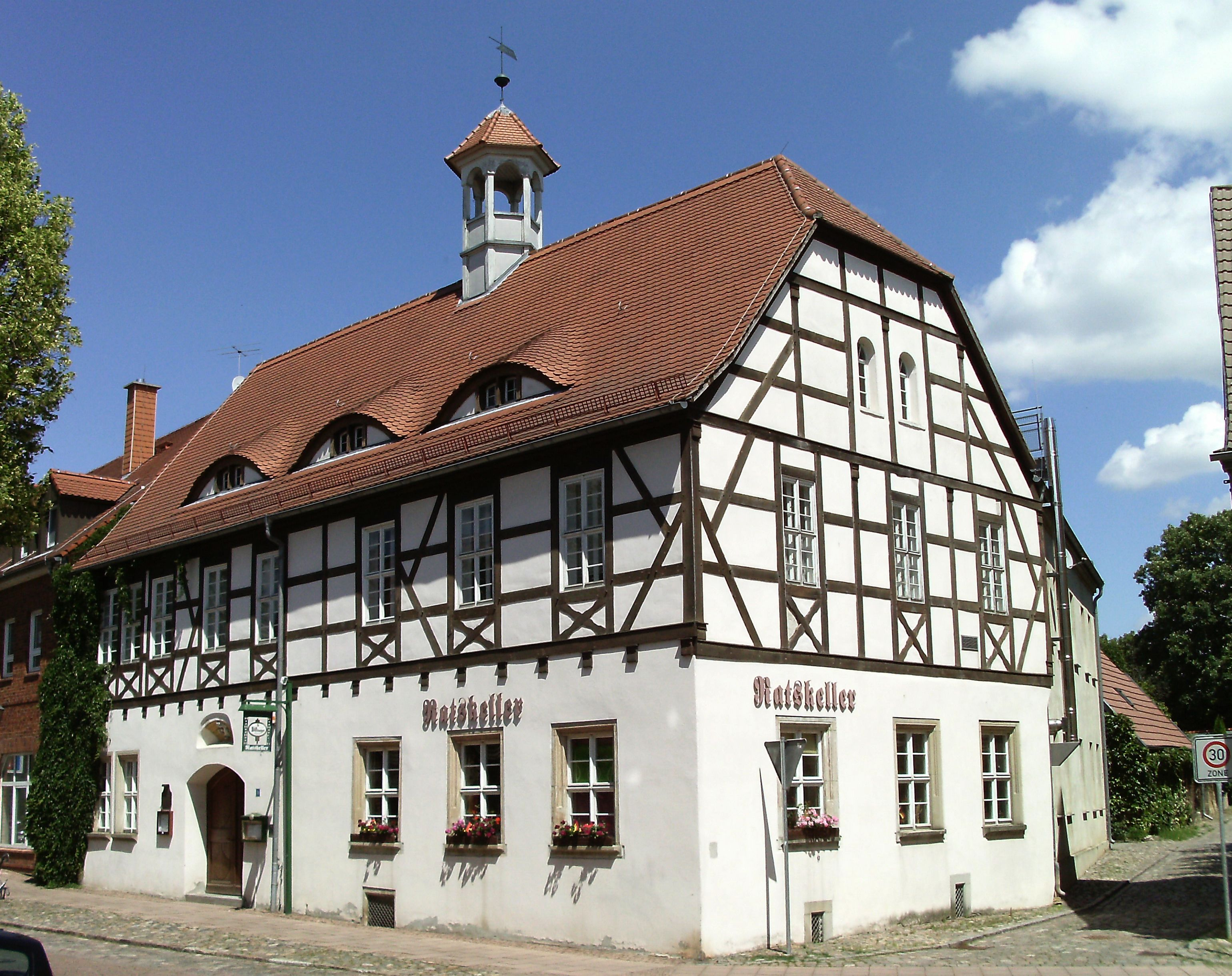
Sandersdorf-Brehna ist mit ca. 15.000 Einwohnern die viertgrößte Stadt

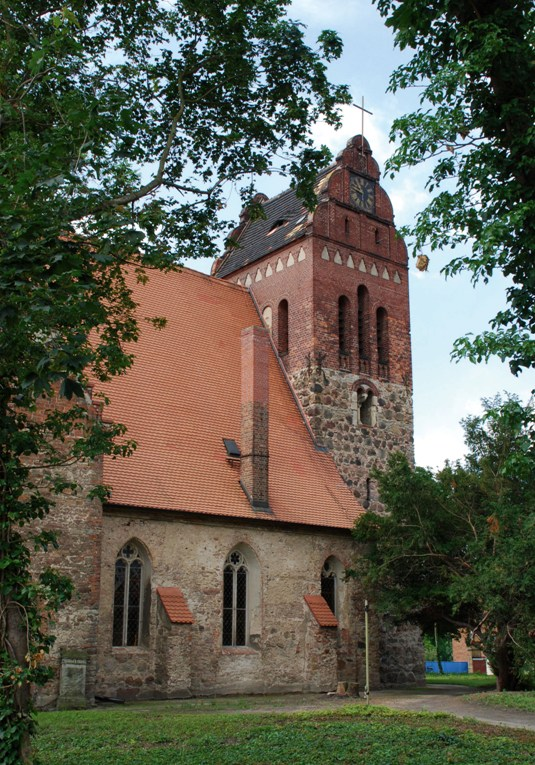
Südliches Anhalt ist mit knapp 15.000 Einwohnern die fünftgrößte Stadt

In den Jahren seit 1990 fanden im Gebiet des heutigen Landkreises Anhalt-Bitterfeld wie im gesamten Land Sachsen-Anhalt umfangreiche Gebietsänderungen statt.
Von den ursprünglich 17 Verwaltungsgemeinschaften auf dem Gebiet des heutigen Landkreises bestehen seit dem 1. Januar 2010 keine mehr. Die Anzahl der Gemeinden verringerte sich von 118 auf 13.

### Verwaltungsgemeinschaften (VG)
- Auflösung der VG Köthen-Arensdorf-Baasdorf – Eingliederung der Gemeinden in die Stadt Köthen (Anhalt) (1. Januar 2004)
- Auflösung der VG Ziethetal – Eingliederung der Gemeinden Dohndorf, Löbnitz an der Linde und Wülknitz in die Stadt Köthen (Anhalt); Eingliederung der Gemeinde Wörbzig in die Stadt Gröbzig in der VG Fuhneaue; Eingliederung der restlichen vier Gemeinden in die VG Osternienburg (1. Januar 2004)
- Auflösung der VG Sandersdorf – Eingliederung der Gemeinden in die Gemeinde Sandersdorf (1. Juli 2004)
- Auflösung der VGs Anhalt-Süd, Fuhneaue und Oberes Ziethetal – Bildung der VG Südliches Anhalt aus 22 Gemeinden der aufgelösten VGen (1. Januar 2005)
- Auflösung der VGs Muldestausee und Schmerzbach – Bildung der VG Muldestausee-Schmerzbach aus zehn Gemeinden der aufgelösten VGen (1. Januar 2005)
- Auflösung der VG Am Strengbach – Bildung der VG Bitterfeld aus den Gemeinden der aufgelösten VG Am Strengbach, der Stadt Bitterfeld, der Gemeinde Holzweißig sowie zwei Gemeinden aus der aufgelösten VG Muldestausee (1. Januar 2005)
- Auflösung der VG Jeßnitz-Bobbau – Eingliederung der Gemeinde Jeßnitz (Anhalt) in die VG Raguhn; Eingliederung der Gemeinden Greppin und Bobbau in die Verwaltungsgemeinschaft Wolfen  (1. Januar 2005)
- Auflösung der VGs Loburg, Vorfläming und Zerbster Land – Bildung der Verwaltungsgemeinschaft Elbe-Ehle-Nuthe aus 21 Gemeinden der aufgelösten VGen (1. Januar 2005)
- Auflösung der VG Zörbig – Bildung der Einheitsgemeinde Zörbig aus den Mitgliedsgemeinden (1. Januar 2005)
- Auflösung der VGs Bitterfeld und Wolfen – Bildung der VG Bitterfeld-Wolfen aus sieben Gemeinden der aufgelösten VGen sowie der neu gebildeten Stadt Bitterfeld-Wolfen (1. Juli 2007)
- Auflösung der VG Osternienburg – Zusammenschluss der Mitgliedsgemeinden zur neuen Gemeinde Osternienburger Land (1. Januar 2010)
- Auflösung der VG Elbe-Ehle-Nuthe – Eingliederung der Mitgliedsgemeinden nach Zerbst/Anhalt (1. Januar 2010)
- Auflösung der VG Südliches Anhalt – Zusammenschluss der Mitgliedsgemeinden außer Görzig, Gröbzig und Piethen zur neuen Stadt Südliches Anhalt (1. Januar 2010)
- Auflösung der VG Muldestausee-Schmerzbach – Zusammenschluss der Mitgliedsgemeinden mit den Gemeinden Friedersdorf und Mühlbeck aus der aufgelösten VG Bitterfeld-Wolfen zur neuen Gemeinde Muldestausee (1. Januar 2010)
- Auflösung der VG Raguhn – Zusammenschluss der Mitgliedsgemeinden zur neuen Stadt Raguhn-Jeßnitz (1. Januar 2010)

### Eingemeindungen
- Auflösung der Gemeinde Reuden – Eingemeindung nach Wolfen (4. Februar 1994)
- Auflösung der Gemeinde Kleinzerbst – Eingemeindung nach Aken (18. März 1993)
- Auflösung der Gemeinde Merzien – Eingemeindung nach Köthen (Anhalt) (8. August 1994)
- Auflösung der Gemeinde Pulspforde – Eingemeindung nach Zerbst (1. April 2002)
- Auflösung der Gemeinden Arensdorf, Baasdorf, Dohndorf, Löbnitz an der Linde und Wülknitz – Eingemeindung nach Köthen (Anhalt) (1. Januar 2004)
- Auflösung der Gemeinde Wörbzig – Eingemeindung nach Gröbzig (1. Januar 2004)
- Auflösung der Gemeinden Göttnitz, Löberitz, Salzfurtkapelle, Schrenz, Spören und Stumsdorf – Eingemeindung nach Zörbig (1. März 2004)
- Auflösung der Gemeinde Großzöberitz – Eingemeindung nach Zörbig (13. März 2004)
- Auflösung der Gemeinde Rödgen – Eingemeindung nach Wolfen (15. März 2004)
- Auflösung der Gemeinden Heideloh, Ramsin, Renneritz und Zscherndorf – Eingemeindung nach Sandersdorf (1. Juli 2004)
- Auflösung der Gemeinde Gnetsch – Eingemeindung nach Weißandt-Gölzau (1. Januar 2005)
- Auflösung der Gemeinde Cosa – Eingemeindung nach Prosigk (1. Januar 2005)
- Auflösung der Gemeinden Cösitz und Quetzdölsdorf – Eingemeindung nach Zörbig (1. Januar 2005)
- Auflösung der Gemeinden Luso und Bias – Eingemeindung nach Zerbst (1. Januar 2005)
- Zusammenlegung der Städte Bitterfeld und Wolfen sowie der Gemeinden Greppin, Holzweißig und Thalheim zur neu gebildeten Stadt Bitterfeld-Wolfen (1. Juli 2007)
- Auflösung der Gemeinde Schortewitz – Eingemeindung nach Zörbig (1. März 2009)
- Auflösung der Gemeinden Glebitzsch Petersroda und Roitzsch sowie der Stadt Brehna – Eingemeindung nach Sandersdorf (1. Juli 2009)
- Auflösung der Gemeinde Bobbau – Eingemeindung nach Bitterfeld-Wolfen (1. September 2009)
- Auflösung der Stadt Gröbzig sowie der Gemeinden Görzig und Piethen – Eingemeindung nach Südliches Anhalt (1. September 2010)

### Namensänderungen
- von Köthen (Anh.) zu Köthen (Anhalt) (1. Januar 1998)
- von Jeßnitz zu Jeßnitz (Anhalt) (16. April 2002)
- von Zerbst zu Zerbst/Anhalt (1. Juli 2006)
- von Reuden zu Reuden/Anhalt (6. Dezember 2008)
- von Sandersdorf zu Sandersdorf-Brehna mit gleichzeitiger Verleihung der Stadtrechte (1. Juli 2009)

## Kfz-Kennzeichen
Am 1. Juli 2007 wurde dem Landkreis das Unterscheidungszeichen ABI zugewiesen. Seit dem 29. November 2012 sind durch die Kennzeichenliberalisierung auch die Unterscheidungszeichen AZE (Anhalt-Zerbst), BTF (Bitterfeld), KÖT (Köthen) und ZE (Zerbst) erhältlich.

## Katastrophenfall durch Cyberangriff
Am 6. Juli 2021 wurde der Landkreis Opfer der Ransomware-Gruppe „PayOrGrief“. Durch den Angriff wurden wichtige Systeme verschlüsselt. Als Reaktion darauf wurden alle IT-Systeme der Landkreisverwaltung durch die IT-Administration vom Netzwerk getrennt. Auch die Verbindungen zu weiteren Verwaltungsnetzwerken (u. a. Bund-Länder-Verbindungsnetz und zum Landesdatennetz Sachsen-Anhalts) wurden unterbrochen. Infolgedessen konnte der Landkreis viele seiner zu verantworteten Aufgaben wie die Verwaltung von Kfz-Kennzeichen und Führerscheinen, die Erteilung von Aufenthaltstiteln oder die Berechnung der Sozialhilfe für mehrere Wochen nicht mehr nachkommen.
Dieser Fall sorgte deshalb für bundesweites Aufsehen, da der Landkreis als erste und bislang einzige Gebietskörperschaft in Deutschland in Folge eines Cyberangriffs den Katastrophenfall ausrief. Der Landkreis wurde bei der Wiederherstellung durch das Bundesamt für die Sicherheit in der Informationstechnik (BSI) sowie durch mehrere Amtshilfegesuche durch den CIR der Bundeswehr unterstützt. Auch dieser Bundeswehr-Einsatz war der erste dieser Art im Rahmen eines Cyberangriffs.
Die Kosten für die Wiederherstellung der IT-Infrastruktur werden auf 2,5 Mio. Euro geschätzt.